# Adrien Broomová

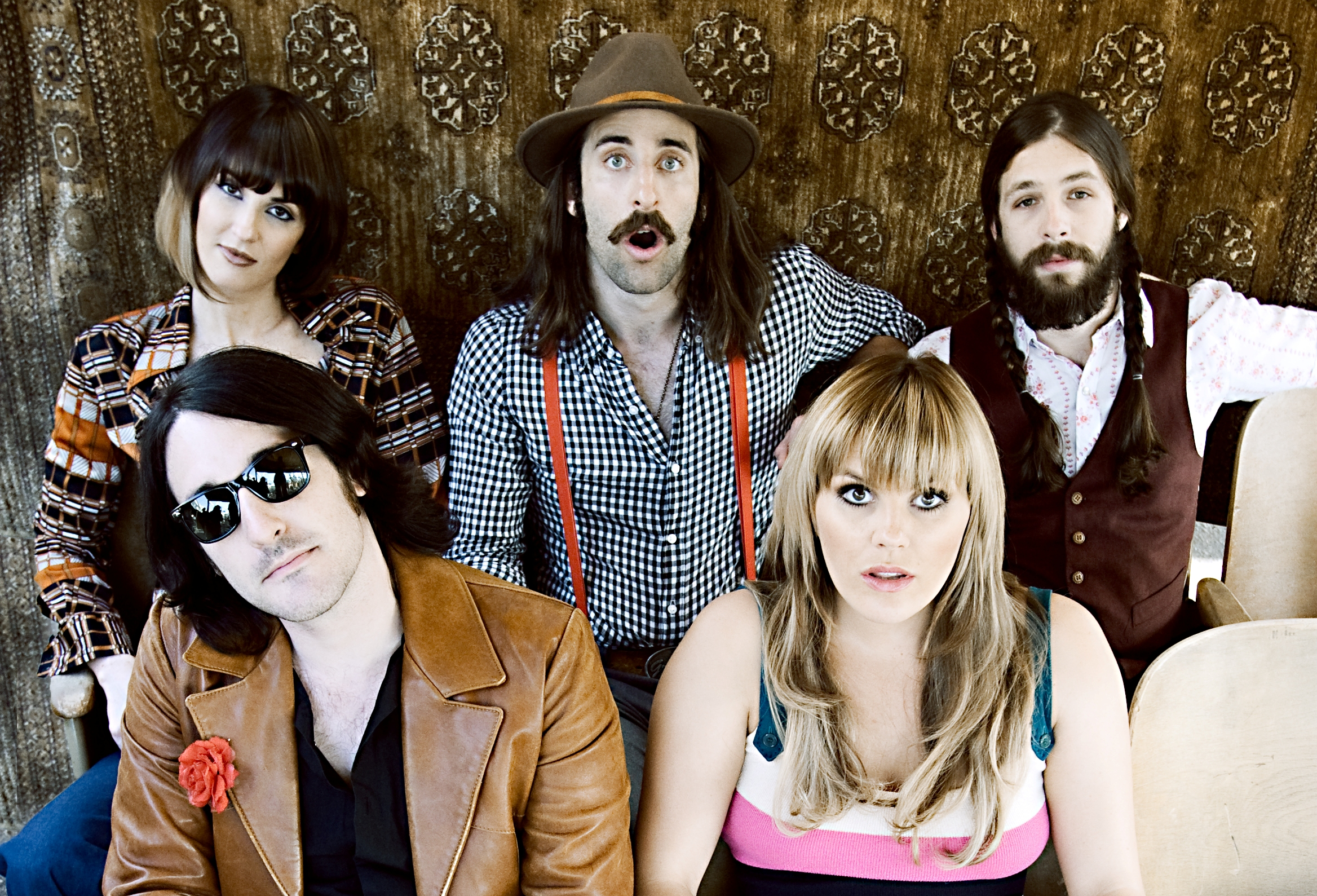
Adrien Broom: Grace Potter and the Nocturnals

Adrien Broomová (nepřechýleně Broom; * 1980) je současná umělecká a komerční americká fotografka z Connecticutu. Její výtvarné snímky často naráží na témata dětské fantazie, kde hlavní roli hrají mladé ženy. Její komerční práce zahrnují módní a portrétní fotografii.

## Život a dílo
Bakalářský titul v oboru počítačové animace získala na Northeastern University, vystudovala výtvarné umění v italské Florencii a dějiny umění v programu Christie's Education v Londýně. S odkazem na vzpomínky z dětství, jako důležitý katalyzátor, využívá dobových kostýmů při kompozicích, které jsou často odvozené z pohádek, ale "jsou trochu tmavší, než jak jsem vnímala realitu jako dítě, náčrt mé dospělé vize krásy a bizarnosti." V rámci svých komerčních povinností fotografuje skupinu Grace Potter and the Nocturnals.
Snímky Broomové byly součástí řady výstav v Connecticutu a v New Yorku, stejně jako na výstavě American Dreamers v Palazzo Strozzi ve Florencii v roce 2012. Historik umění Roderick Conway Morris, její snímky přirovnává k éterickým ženským bytostem Prerafaelitů, barokních soch a symbolismu.

## Galerie

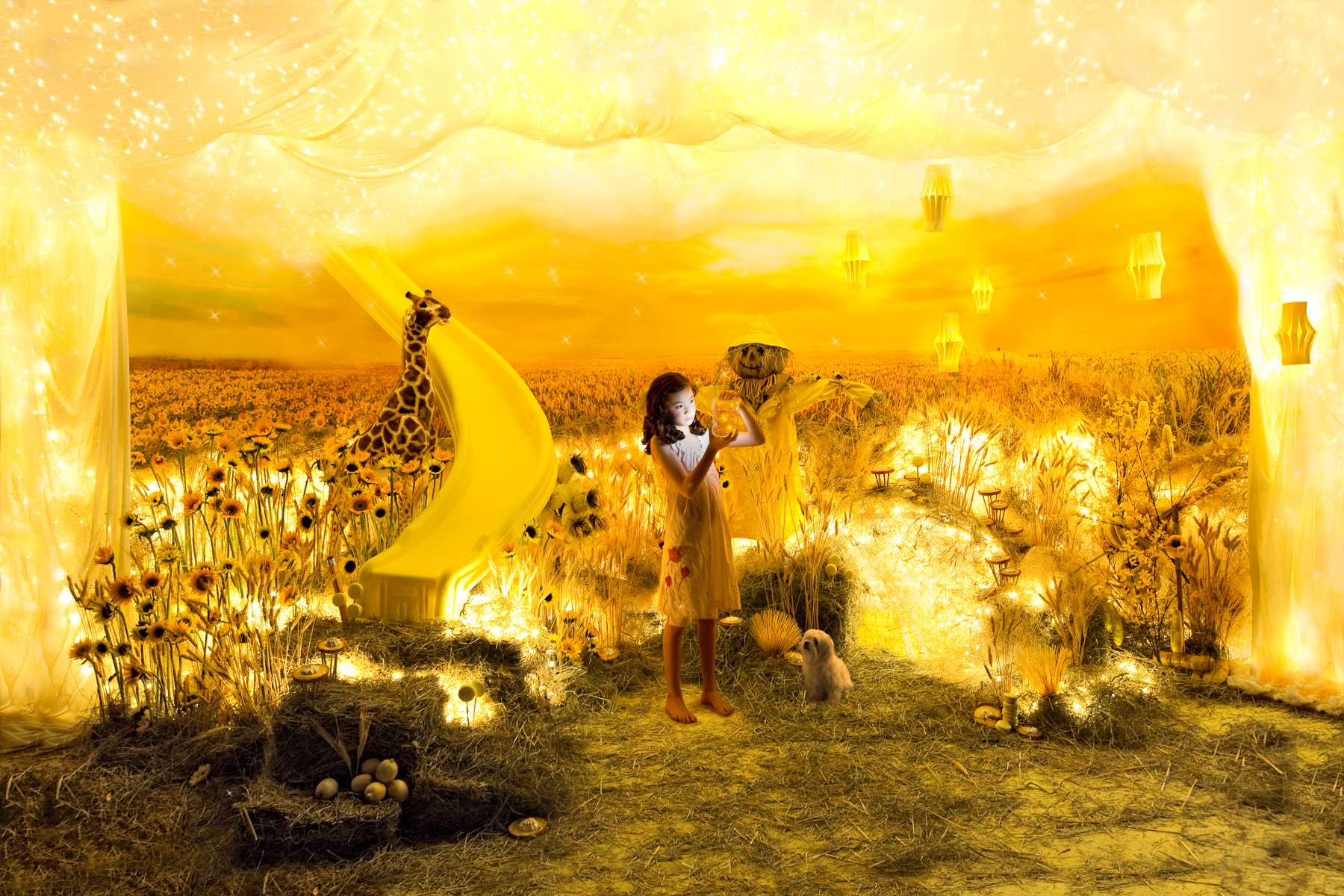
The Yellow World-Joy